# Pseudorlaya biseriata
Pseudorlaya biseriata är en flockblommig växtart som först beskrevs av Svante Samuel Murbeck, och fick sitt nu gällande namn av Sáenz de Rivas. Pseudorlaya biseriata ingår i släktet Pseudorlaya och familjen flockblommiga växter. Inga underarter finns listade i Catalogue of Life.